# Aefligen
Aefligen (in einheimischer Mundart: [ˈæflig̊ə]) ist eine politische Gemeinde im Verwaltungskreis Emmental des Kantons Bern in der Schweiz.

## Geographie
Aefligen liegt im unteren Emmental, im nordwestlichen Zipfel des ehemaligen Amtsbezirks Burgdorf. Das Dorf liegt direkt an der Emme und der Bahnlinie Burgdorf–Solothurn. Aefligen grenzt an die Gemeinden Rüdtligen-Alchenflüh, Fraubrunnen, Bätterkinden, Utzenstorf und Kirchberg.

## Politik
Gemeindepräsident ist seit 2020 Peter Hofer (Mitte, Stand 2024).
Bei den Nationalratswahlen 2023 betrugen die Wähleranteile in Aefligen (in Klammern die Veränderung im Vergleich zu den Wahlen 2019 in Prozentpunkten): SVP 43,96 % (−1,28), SP 15,73 % (+3,75), Mitte 11,48 % (−1,02), glp 6,34 % (−0,40), Grüne 5,07 % (−0,29), FDP 4,82 % (+0,52), EVP 4,65 % (−1,84), EDU 3,44 % (+0,99), Weitere 4,51 % (−0,43).

## Verkehr
Die Gemeinde liegt an der Kantonsstrasse von Fraubrunnen nach Utzenstorf und Kirchberg, wo die Autobahn A1 durchführt. Die BLS betreibt in Aefligen einen Bahnhof, von wo Züge nach Burgdorf und Solothurn verkehren.

## Geschichte

Historisches Luftbild von Walter Mittelholzer von 1933

Die erste Erwähnung des Orts als Efflingen geht auf ein Urbar der Grafen von Kyburg von 1261/1263 zurück und ist in einer Abschrift aus dem 15. Jahrhundert erhalten. Der Ortsname, der 1267 als Effelingin, 1279 als Eflingen und 1280/1282 als Afflingen erscheint, ist von einem althochdeutschen Personennamen mit dem Zugehörigkeitssuffix -ing- abgeleitet und bedeutet etwa ‹bei den Leuten des *Affilo/*Effilo›. 
1429 gingen die Verwaltungsrechte des Hofes Kirchberg (heute Kirchgemeinde Kirchberg) an die Stadt Bern über, die das Gebiet 1481 vollständig übernahm. Militärisch gehörte Aefligen fortan zum Amtsbezirk Burgdorf, zivilrechtlich zum Niedergericht Bätterkinden im Amt Landshut. 1798 erfolgte die vollständige Zuteilung zum Amtsbezirk Burgdorf.
1910 ereignete sich die letzte grosse Überschwemmung durch die Emme. Nach verschiedenen Hochwasser-Katastrophen, die auch Jeremias Gotthelf beschrieb, wurden ab Mitte des 19. Jahrhunderts beidseits der Emme Dämme angelegt.

## Persönlichkeiten
- Christine Kohler (1938–1993), Mundartschriftstellerin, Lehrerin und Bäuerin